# Mylène Freeman
Mylène Freeman est une femme politique canadienne. Elle a été députée à la Chambre des communes du Canada pour la circonscription d'Argenteuil—Papineau—Mirabel de 2011 à 2015 sous la bannière du Nouveau Parti démocratique.

## Biographie
Elle est originaire de Stouffville, en Ontario, et réside à Mirabel. Détentrice d'un baccalauréat en science politique et philosophie de l’Université McGill elle était étudiante chercheuse pour le Groupe de recherche sur les études constitutionnelles de l'université avant son élection. Auparavant, elle avait été employée comme assistante de recherche en philosophie politique.
Militante associative, elle a été coordonnatrice du programme « Femmes au Parlement », porté par McGill. Le programme  visait à pousser les jeunes femmes à s'impliquer en politique canadienne. 

### Carrière politique
Mylène Freeman rejoint le Nouveau Parti démocratique en 2007, et s'engage comme bénévole dans les campagnes électorales et les relations communautaires. Elle a été présidente de l’association NPD McGill, organisatrice pour la région de Montréal pour les Jeunes néo-démocrates du Québec et représentante jeunesse de l’association de circonscription d’Outremont.
À l'occasion des élections municipales de 2009, elle rejoint Projet Montréal et est candidate dans le district Claude-Ryan d'Outremont.
Elle se présente, au niveau fédéral cette fois, pour le NPD lors des élections de 2011. De son propre aveu, elle ne fait pas campagne et préfère aider le NPD à Montréal, la circonscription où elle se présente semblant imprenable - le NPD y avait terminé quatrième lors des précédentes élections. Dans la foulée de la « vague orange », elle obtient 44,24 % des suffrages et bat le député  bloquiste Mario Laframboise de plus de 9 000 voix. Première surprise de cette victoire, elle admet « un choc » face aux résultats mais assume rapidement son rôle. 
Avec Charmaine Borg, Laurin Liu, Matthew Dubé et Jamie Nicholls, elle fait partie des cinq étudiants de l'université McGill élus pour le NPD lors des élections fédérales de 2011. Conséquemment, elle est l'une des plus jeunes élus de la Chambre des communes, le poste étant tenu par Pierre-Luc Dusseault, sixième élu étudiant du NPD.
Lors de son arrivée dans le caucus du NPD, elle siège dans le comité permanent de la Condition féminine (juin 2011 à septembre 2012) et dans le comité permanent Citoyenneté et Immigration (septembre 2012 à septembre 2013). Très engagée sur les questions environnementales, elle choisit en octobre 2013 de rejoindre le comité permanent de l’Environnement et du développement durable, où elle siège jusqu'en janvier 2015. À ce moment elle est désignée porte-parole de l'opposition officielle pour la condition féminine, jusqu'à la dissolution de la Chambre en août 2015.
Elle est élue présidente du Caucus des femmes du NPD en mai 2013, Sadia Groguhé assurant la vice présidence . Le binôme est réélu l'année suivante. Elle occupe par ailleurs la vice-présidence de l’Association canadienne des parlementaires pour la population et le développement.
À la suite du redécoupage de la carte électorale fédérale de 2013, elle se présente dans la nouvelle circonscription de Mirabel lors de l'élection du 19 octobre 2015. Elle est cependant défaite par le candidat du Bloc québécois Simon Marcil.

### Résultats électoraux
|       | Candidat                    | Parti              | # de voix | % des voix |
|       | Yvan Patry                  | Conservateur       | +06 497,  | 11,15 %    |
|       | Mario Laframboise (sortant) | Bloc québécois     | +16 880,  | 28,96 %    |
|       | Daniel Fox                  | Libéral            | +07 135,  | 12,24 %    |
|       | Mylène Freeman              | NPD                | +25 802,  | 44,27 %    |
|       | Stephen Matthews            | Vert               | +01 506,  | 2,58 %     |
|       | Christian-Simon Ferlatte    | Marxiste-léniniste | +00117,   | 0,2 %      |
|       | Michel Daniel Guibord       | Indépendant        | +00342,   | 0,59 %     |
| Total | Total                       | Total              | 58 279    | 100 %      |